# Lars Ulrich
Lars Ulrich R  (n. 26 decembrie 1963, Gentofte⁠(d), amtul Copenhaga⁠(d), Danemarca) este un muzician, producător de înregistrări și compozitor danez, bateristul formației americane de heavy metal Metallica. S-a născut în municipiul Gentofte, Danemarca, într-o familie de clasă mijlocie mai înstărită și a lucrat la o benzinărie. S-a mutat apoi în Los Angeles, California, la vârsta de 17 ani. La 12 ani el a implorat-o pe bunica lui să-i cumpere prima baterie. Setul era marca Ludwig, deoarece a vrut să aibă exact același set ca Ian Paice de la Deep Purple. După scrierea unui anunț într-un ziar local din L.A., numit The Recycler, l-a cunoscut pe James Hetfield, iar împreună au creat o formație a cărui nume va deveni cunoscut pentru milioane de oameni de pe tot globul - Metallica.

## Biografie
Lars Ulrich s-a născut în data de 26 decembrie  1963, în municipiul Gentofte, Danemarca. În februarie 1973 tatăl său, Torben Ulrich, a obținut cinci invitații pentru cinci dintre prietenii lui la un concert Deep Purple. Când a aflat că unul dintre cei cinci prieteni de-ai lui nu poate veni, biletul a fost înmânat lui Lars, atunci în vârstă de nouă ani. Tânărul Lars a fost fascinat de performanță, cumpărând albumul trupei a doua zi. Concertul și albumul au avut un impact considerabil asupra lui Lars, deschizându-i calea spre lumea rock-ului și, mai târziu, spre heavy metal. Ca urmare a interesului său, el a primit prima sa baterie de la bunica sa, la vârsta de 12 ani. Lars a intenționat prima dată să joace tenis și s-a mutat în Statele Unite ale Americii în 1980.
În 1981, Ulrich a descoperit trupa britanică de heavy metal Diamond Head. El a fost încântat de stilul trupei de muzică după achiziționarea albumului de debut Lightning to the Nations. A călătorit de la San Francisco până la Londra pentru a vedea trupa cântând live la Woolwich Odeon. Datorită faptului că nu își plănuise bine călătoria, tânărul Lars Ulrich se vede nevoit să apeleze la bunăvoința membrilor formației favorite. Aceștia sunt impresionați și îl primesc pe Lars, care merge cu ei în turneu. Influențat de această aventură, Lars se hotărăște că la întoarcerea în Statele Unite să încerce să-și formeze o formație.

## Carieră

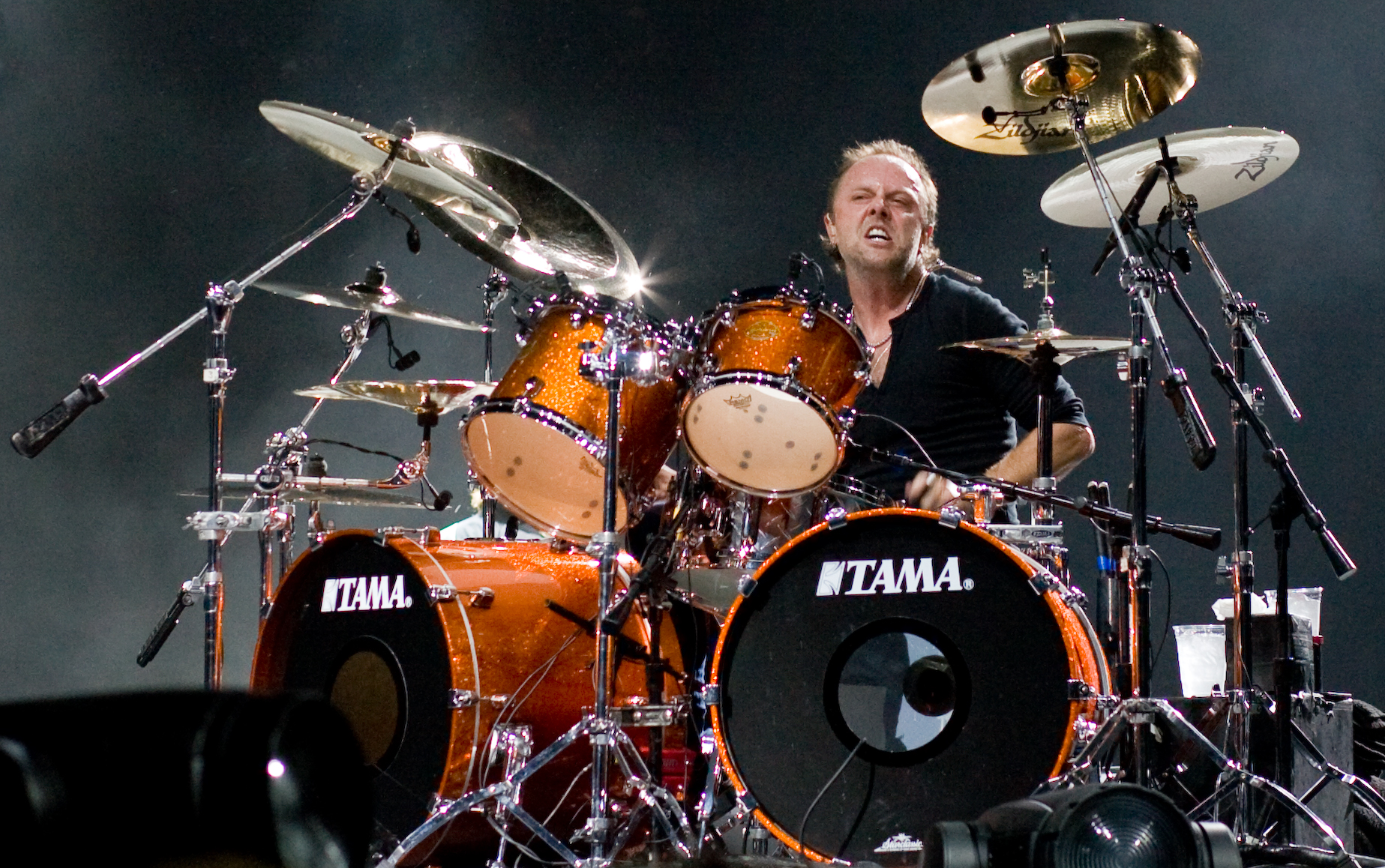
Ulrich în timpul unui concert, în Londra, 15 septembrie 2015

Cum Lars, înnebunit după formațiile britanice heavy metal si pasionat de mic de tobe,  dorea să-și facă propria trupă Heavy Metal, a reușit în scurt timp să-și construiască o mulțime de conexiuni în lumea Metalului ce se dezvolta în California. Brian Slagel și Ron Quitana  i-au devenit repede amici. Astfel, când Brian Slagel i-a oferit un loc pe compilația „Metal Massacre”, lui Lars îi mai rămăsese minorul detaliu de a-și face formația.
James Hetfield, care locuia în Downey, California, era un tânăr introvertit și foarte timid. Apartenența familiei sale la „Christian Science” a făcut ca James să fie marginalizat sau respins de către mulți din copiii de la școala sa. Când avea 13 ani, tatăl său a decis să abandoneze familia (lucru cu greu acceptat de James), iar la vârsta de 16 ani își pierde mama (motivul este cancerul – mama sa neputându-se trata din cauza religiei lor, încă un lucru greu de acceptat de către James). Împinși de Hugh Tanner, fostul chitarist al formațiilor Leather Cham și Phantom Lord, James Hetfield și Ron McGovney iau legătura cu Lars Ulrich. Astfel, cei trei se întâlnesc în camera lui Lars. Ulrich a rămas surprins de cât de timid era Hetfield, în timp ce pe James l-a marcat (pe viață după cum declara) mirosul emanat de camera lui Lars, un miros specific de adolescent danez. Ron și James nu au fost deloc impresionați de talentul lui Lars, Ron întrebându-se dacă Lars a mai cântat la baterie până atunci. Însă numeroasele „pile” pe care Lars le avea au făcut ca cei trei să bată palma și să încerce să construiască o formație împreună.
Numele de "Metallica" a fost ales de Lars. Lars îl ajuta pe Ron Quintana să aleagă un nume pentru o nouă revistă care să promoveze trupele metal și NWOBHM (New Wave Of British Heavy Metal). Quintana a propus două nume pentru revistă: „Metallica” și „Metal Mania”. Lars i-a sugerat să numească revista „Metal Mania” și și-a numit formația Metallica. El și-a făcut debutul în actorie în filmul original HBO Hemingway & Gellhorn, începând filmările în martie 2011 și fiind lansat pe 28 mai 2012. Ulrich a avut o apariție scurtă în film, interpretându-se pe sine în Get Him to the Greek, ca partener al caracterului Jackie Q.
În 2012, Ulrich a fost punctul central al filmului documentar "Mission to Lars". Filmul de Kate și Will Spicer se referă la călătoria cu fratele lor, Tom, care locuiește într-o casă de îngrijire în Devon, Anglia, și care are sindromul Fragile X, încercând sa se întâlnească cu Lars la unul dintre concertele Metallica din 2009 din California.

## Viața personală
Ulrich a fost căsătorit de două ori. Prima dată s-a căsătorit în 1988 cu Debbie Jones, o femeie din Marea Britanie pe care a cunoscut-o într-un turneu, însă au divorțat în 1990 din cauza lipsei constante a lui Lars, care era ocupat mereu cu înregistrările trupei. A doua căsătorie lui a fost cu Skylar Satenstein, un medic, între 1997 și 2004. Cei doi au doi fii, Myles (n. 1998) și Layne (n. 2001). Myles își urmează tatăl la baterie, cântând în formația My Missing Half.
Lars a avut o relație cu actrița Connie Nielsen la mijlocul anului 2004 până în 2012, după divorțul său de Skylar și cei doi au avut primul lor copil, Bryce Thadeus Ulrich-Nielsen, (n. 2007), născut în San Francisco. Nielsen are, de asemenea, un alt fiu numit Sebastian (n. 1990). 
În 2015, Ulrich s-a căsătorit cu modelul american Jessica Miller.
Ulrich, prieten cu Noel Gallagher, este fanul lui Gallagher care a format trupa Oasis și l-a susținut pe acesta când a renunțat la cocaină în 2008.